# Медаль «За отличие в воинской службе»
Меда́ль «За отли́чие в во́инской слу́жбе» — государственная награда СССР и затем Российской Федерации.
Учреждена Указом Президиума Верховного Совета СССР от 28 октября 1974 года.
Первое награждение медалью было произведено 24 марта 1975 года, а последнее — 17 января 1995 года
Автор рисунка медали — художник А. Б. Жук.

## Положение о медали
Медалью «За отличие в воинской службе» награждались военнослужащие Советской армии, Военно-морского флота, пограничных и внутренних войск:
- за отличные показатели в боевой и политической подготовке;
- за особые отличия на учениях и маневрах, при несении боевой службы и боевого дежурства;
- за отвагу, самоотверженность и другие заслуги, проявленные в период прохождения воинской службы.

Награждение медалью «За отличие в воинской службе» производилось от имени Президиума Верховного Совета СССР Министром обороны СССР, Министром внутренних дел СССР, Председателем Комитета государственной безопасности СССР.
Медаль «За отличие в воинской службе» состоит из двух степеней. Высшей степенью медали является I степень.
Медаль «За отличие в воинской службе» носится на правой стороне груди ниже орденов СССР. Лента к медали на общей планке размещается после ленты к медали «За отличие в охране государственной границы СССР».

## Описание медали
Медаль «За отличие в воинской службе» I степени изготовляется из латуни и имеет форму выпуклой пятиконечной звезды, в промежутках между концами которой расположены пять щитов с эмблемами основных родов войск. В центре медали — профильное изображение солдата, матроса и лётчика, обрамлённое кольцом с надписью «За отличие в воинской службе» и двумя лавровыми ветками внизу. Все изображения на медали выпуклые. Оборотная сторона медали изображений не имеет, только в нижней части реверса (на 6 часов по циферблату) расположено маленькое рельефное клеймо московского монетного двора в виде трёх стилизованных букв «ММД».
Размер медали между противолежащими концами звезды 38 мм.
Медаль при помощи ушка и кольца соединяется с латунной колодочкой шириной 29,5 мм и высотой 27,5 мм. Колодочка покрыта шёлковой муаровой лентой красного цвета с двумя продольными зелёными полосками по краям. Ширина ленты 24 мм, полосок — 3 мм, расстояние полоски от края — 3 мм. В центре колодки на ленте помещена латунная пятиконечная звёздочка. Колодочка имеет на оборотной стороне нарезной штифт с гайкой для прикрепления медали к одежде. Прижимная гайка диаметром 19 мм имеет клеймо «МОСКОВСКИЙ МОНЕТНЫЙ ДВОР» выпуклыми буквами.
Медаль «За отличие в воинской службе» II степени, её колодка и звёздочка на ленте изготовляются из мельхиора.

## История медали
К началу 1981 года медалью «За отличие в воинской службе» I степени было награждено более 3 тысяч военнослужащих, медалью II степени — около 25 тысяч военнослужащих. На 1985 год медалями I и II степени было награждено около 5 тысяч и около 40 тысяч военнослужащих соответственно.
По состоянию на 1 января 1995 года медалью «За отличие в воинской службе» I степени было награждено около 20 тысяч, медалью II степени — около 120 тысяч.
В соответствии с Указом Президиума Верховного Совета Российской Федерации от 2 марта 1992 года № 2424-1, медаль бывшего Союза ССР с аналогичным названием и количеством степеней осталась в наградной системе России на переходный период, до введения новых государственных наград России.
В Российской Федерации награждения медалью переходного типа производились до конца 1994 года.

## Иллюстрации
- Реверс медали
- Удостоверение к медали